# Енцо Ойос
Енцо Сантиаго Ариел Ойос (на испански: Enzo Santiago Ariel Hoyos) е аржентински футболист, който играе на поста офанзивен полузащитник. Състезател на Берое.

## Кариера
Ойос е бивш играч на Чакарита Хуниорс. Дебютира на 31 март 2021 г. при равенството 1:1 като гост на Нуева Чикаго.
На 7 юли 2023 г. Енцо е изпратен под наем в старозагорския Берое. Дебютира на 22 септември при загубата с 1:0 като гост на Ботев (Враца).